# Lago di Scanno
Il lago di Scanno è un lago montano, situato in Abruzzo. Benché la superficie lacustre ricada per circa 3/4 nel territorio del comune di Villalago e per circa 1/4 in quello di Scanno, il lago è un bene di proprietà condivisa tra i due comuni dal 2017,  come stabilito dalla Regione Abruzzo secondo le disposizioni di un Regio Decreto del 1910 con cui il lago in questione veniva stralciato dall'elenco delle acque pubbliche. Il lago si è originato a causa di un'antica frana staccatasi dal sovrastante monte Rava, gruppo montuoso del Genzana, che ha sbarrato il corso del fiume Tasso in un momento compreso tra i 12 820 e i 3 000 anni fa.

## Descrizione
Il lago, situato nella bassa provincia dell'Aquila, tra i Monti Marsicani, nell'alta valle del fiume Sagittario, ad un'altitudine di 922 metri s.l.m. e contornato da alcune cime dei Monti Marsicani come la Montagna Grande a ovest e il massiccio peligno Monte Genzana a est, ha coste molto ridotte che per alcuni brevi tratti sono state adattate per la ricezione di bagnanti formando delle spiagge artificiali di sassi. Si trova a metà strada tra Villalago e Scanno, ed è il lago naturale più grande della regione. Da alcune visuali si presenta in forma di cuore, come ad esempio dal belvedere di Frattura Nuova, non molto distante dalla enorme frana del monte Rava che generò il lago sbarrando la valle del Sagittario.
Il lago ha come immissari il torrente Tasso ed il torrente Giordano nonché alcuni corsi d'acqua minori e stagionali; non sembra avere emissari superficiali perché a causa del fenomeno carsico le acque del lago fuoriescono dal terreno poco più a valle, nel comune di Villalago, dando vita al fiume Sagittario. Durante l'inverno a volte un corso d'acqua attraversa la valle dal lago a Villalago generando altri laghi minori, alimentati dalle acque piovane e dal disgelo delle nevi fino alla tarda primavera, detti Cupaglione, Lago Secco o Laguccio, Lago Pio o Cupìa e Lago Buono. La profondità massima che raggiunge varia da un minimo di 30 metri a 32 metri quando c'è la piena.

### Geologia

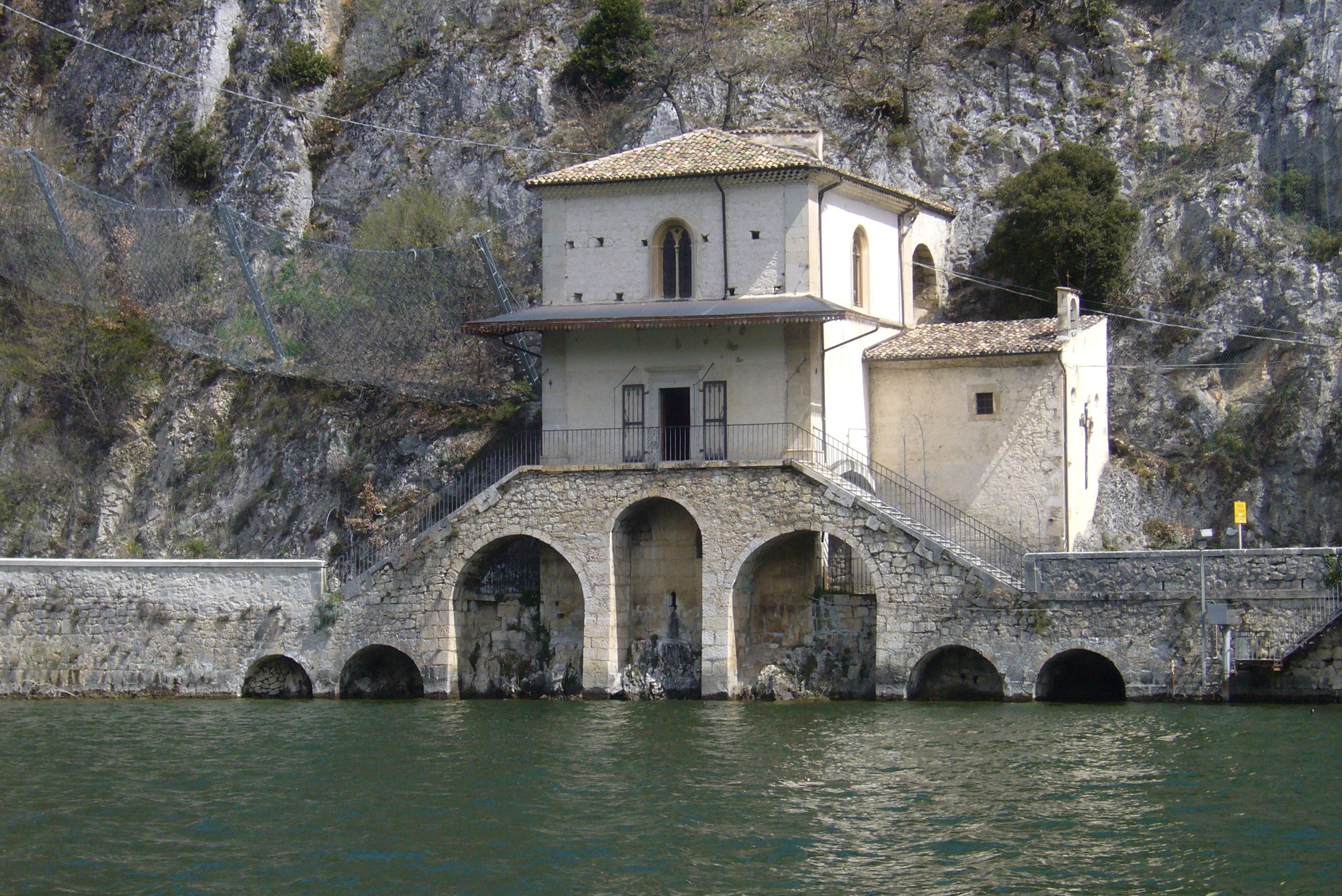
Chiesa della Madonna del Lago

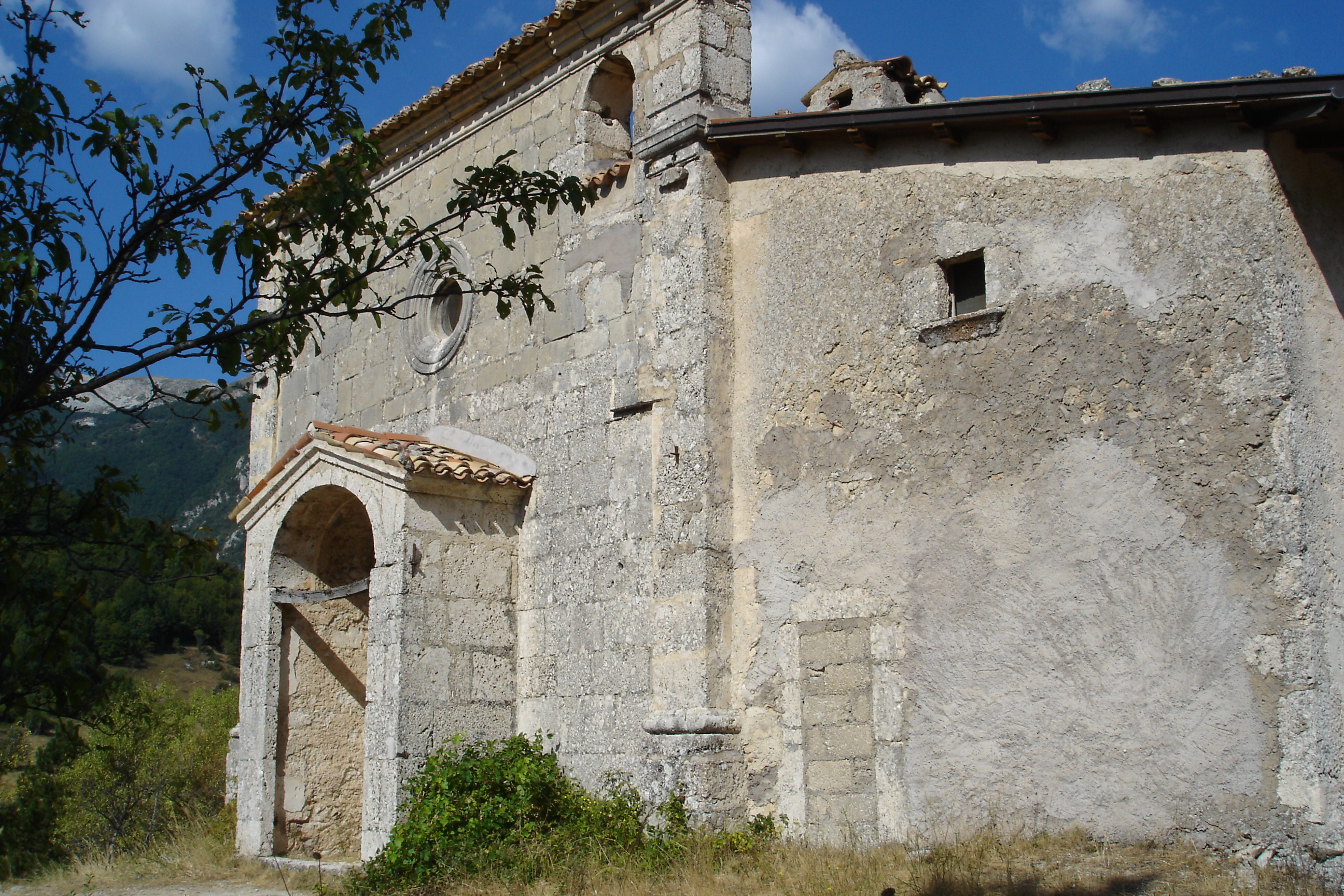
Eremo di Sant'Egidio

Il tratto della valle del Sagittario in cui si trova il lago di Scanno è compreso fra due grossi massicci calcarei: in sinistra idrografica si ha il complesso di Montagna Grande (calcari in facies di piattaforma), mentre a destra il gruppo del monte Genzana-Monte Greco, caratterizzato invece da sedimenti calcareo-marnosi.
Tutto il bacino imbrifero del lago è fortemente condizionato dalla vicina faglia di monte Genzana, che a pochi chilometri ad est del lago, dal borgo di Iovana raggiunge attraverso la località "I Giardini" l'abitato di Frattura, e da una supposta faglia minore che dovrebbe seguire approssimativamente il fondovalle del fiume Tasso, cosicché un vasto affioramento di marne è entrato direttamente a contatto con i calcari marnosi del monte Genzana; per le stesse ragioni i conglomerati di brecce fluviali ben cementati risultano leggermente rialzati rispetto al fondovalle del Tasso a causa dei movimenti quaternari della faglia.
Questa particolare conformazione del territorio ha permesso, a seguito della grande frana, la stabilizzazione di un bacino lacustre alimentato dalle acque del fiume Tasso, che alimenta il lago con una portata media di circa 350 l/s, insieme ad una serie di sorgenti minori che si ipotizza siano attive al di sotto della superficie lacustre.

### Flora e fauna
La vegetazione igrofila del lago è carente di specie. Non vi sono entità floristiche di grande importanza naturalistica e il paesaggio vegetale è molto povero lungo tutto l'intero tratto costiero, a causa anche della ripida uniformità delle sponde e dall'assenza di un emissario stabile, infatti nelle aree più prossime al lago non vi sono né pantani né torbiere.
L'associazione vegetale dominante è il Phragmitetum communis, in cui domina assolutamente la specie acquatica più comune del lago, la cannuccia di palude (Phragmites australis); tra le natanti, dove le acque sono più ossigenate da piccoli immissari, vegetano sporadiche associazioni di brasche (Potamogeton natans) e gamberaie (Callitriche stagnalis). Le specie arboree prevalenti sono salici (Salix alba, Salix eleagnos) e pioppi (Populus alba, Populus nigra, Populus tremula) e presso la foce del Tasso il tiglio (Tilia platyphyllos). L'intenso sfruttamento del terreno circostante ha impedito la formazione di boschi igrofili, dal momento che le proprietà erano prevalentemente occupate da pascoli o da frutteti di pomi (Malus domestica, Pyrus communis) e pruni (Prunus avium o ciliegio, Prunus cerasus o vìsciolo e Prunus domestica o susino).
Tra i mammiferi si possono ammirare i lupi appenninici, gli orsi marsicani e le volpi rosse. La fauna avicola è composta soprattutto da germani reali e altre anatre selvatiche, folaghe europee, falchi pellegrini, falchi di palude, allocchi, gufi, astori, aquile, oltre altre numerose specie soprattutto di passeriformi. La fauna ittica è composta prevalentemente da persici reali, trote, coregoni, pesci gatto e lucci. Da segnalare la presenza di anguille e della tartaruga d'acqua europea (Emys orbicularis).

## Monumenti e luoghi d'interesse
- Chiesa della Madonna del Lago
- Eremo di San Domenico
- Eremo di Sant'Egidio